# い
い、イは、日本語の音節の1つであり、仮名の1つである。1モーラを形成する。五十音図において第1行第2段（あ行い段）に位置する。現代仮名遣いでは第8行第2段（や行い段）を空欄としない場合、そこに再出する。現代仮名遣いで使用しない、第10行第2段（わ行い段）のゐは置き換えられることがあり、その場合そこにも再び出ずる。いは漢字の以から、イは漢字の伊からとられたとされている。

## 概要

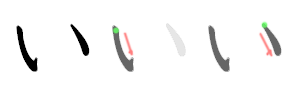
「い」の筆順

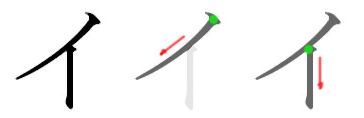
「イ」の筆順

- 現代標準語の音韻: 五母音の1つ /i/。前舌狭母音に近い。すなわち、舌の前の方を高く盛り上げて響きを作り、口はあまり開かない。国際音声記号では日本語の五十音の「い」段音が全て硬口蓋化しているのに準じて「い」も硬口蓋化するため「や」行の頭子音と同じ構えの硬口蓋接近音[j]と思われるが、しかし「い」は前舌部は低いままで中舌よりの部分が高く盛り上がるため、前舌を上げて硬口蓋に近づけて発音する硬口蓋接近音[j]とは違いが生じるため「い」は硬口蓋化はしていない。したがって「い」は非円唇前舌狭母音[i]である。ただし、シ、チ、ジの母音「い」はやや中舌化する[1]。
- 五十音順: 第2位。「あ」の次、「う」の前
- いろは順: 第1位。「ろ」の前
- 平仮名「い」の字形: 「以」の草体
- 片仮名「イ」の字形: 「伊」の偏の変化
- ローマ字: i
- 点字:
- 通話表: 「いろはのイ」
- モールス符号: ・－
- 手旗信号：3→2

- 発音： い[ヘルプ/ファイル]

## い に関わる諸事項
- え段のあとに「い」が置かれた場合には、え段の長音として発音されることが多い。『現代仮名遣い』では、『エ列の長音として発音されるか,エイ,ケイなどのように発音されるかにかかわらず,エ列の仮名に「い」を添えて書く』としている。
  - 例：「時計（とけい）」→「トケイ」・「トケー」　「丁寧（ていねい）」→「テイネイ」・「テーネー」
  - ただし、これについては地方差・個人差が大きく、また普段「エー」と発音する人でも、ゆっくりした発音では「エイ」となることがあるほか、楽曲では「エイ」と発音されることが多い。また、魚のエイやイ音便（「稼いで」など）は長音にならないことが多い。
- いろは順の最初であることから、「最初」を表す。「いの一番[2]」
  - 音楽の音名で、「ラ」の音（A）を表す。→イ (音名)
  - 日本の鉄道車両における旅客車の記号で、「イ」は一等車を表す記号であった（上等から順に「イ」、「ロ」、「ハ」とされた）。1960年に旅客車が三等級から二等級に再編されたことにより、「イ」は使用されなくなった。ただし後世に登場した特別な臨時列車用車両である「ななつ星 in 九州」「TWILIGHT EXPRESS 瑞風」では「イ」が使われている。
  - 日本で初めてテレビ受像機（ブラウン管）に映し出された文字はカタカナの「イ」である[3]。（→ 高柳健次郎も参照）
- 「ウィ」「ヴィ」「クィ」「グィ」「スィ」「ズィ」「ツィ」「フィ」「ティ」「ディ」などのように小さく書いた「イ」をう段の仮名または「テ」「デ」の後に書いた場合は、拗音と同じように直前の文字と合わせて一つの音を構成する。すなわち、前の文字と合わせて1モーラを形成する。基本的に前の文字の母音をなくして子音だけにするか母音を半母音化して、それに/i/を合わせた硬口蓋化しない「い段」の音を表す。
  - ただし語彙によっては、「イ」が小さく書いてあっても「イ」単独で一つの音を構成することがある。

例:「ウィット」（→「ウイット」）
「エクィティ」（→「エクイティー」）
「スィート」（→「スイート」）
「フィルム」（→ 「フイルム」）
「エンターティナー」（→ 「エンターテイナー」）
- - 語末の「ティ」「ディ」「ウィ」「ヴィ」「ツィ」「フィ」などは長音化して2モーラで発音されることが多い。

例:「アイデンティティ」（→「アイデンティティー」）
「レディ」（→「レディー」）
- 「ぃ」を俗にい段の仮名のあとに使われることがあり、この場合は大書きしたのと同様長音となり、単独で1モーラを構成する。
- 「イ」の後に「エ」の文字を小さく書いた「イェ」(や行えの上代での発音もこの発音であった)では、「イ」が[j] の音となり、小さく書いた「エ」と合わせて1モーラが構成される。
- 歴史的仮名遣いにおける「ゐ」および語中・語尾の「ひ」（イと発音するもの）は、現代仮名遣いでは「い」と書くことになっている。
- 片仮名の「イ」は漢字の部首である人偏とほぼ同形になっている。
- 古い強意の助詞に「い」があった[4]。
- 日本語の存在動詞において、「～いる」「～いない」「～います」などを使うところを、「～る」「～ない」「～ます」とすることを「い抜き言葉」という。